# Oligoryzomys fulvescens
Oligoryzomys fulvescens је врста глодара из породице хрчкова (лат. Cricetidae). 

## Распрострањење
Врста има станиште у Белизеу, Бразилу, Венецуели, Гвајани, Гватемали, Еквадору, Колумбији, Костарици, Мексику, Никарагви, Панами, Перуу, Салвадору, Суринаму, Француској Гвајани и Хондурасу.

## Станиште
Врста Oligoryzomys fulvescens има станиште на копну.<ref name="редлист" >

## Угроженост
Ова врста није угрожена, и наведена је као последња брига јер има широко распрострањење.<ref name="редлист" >

### Популациони тренд
Популација ове врсте је стабилна, судећи по доступним подацима.